# Sarah Cortelezzi
Sarah Cortelezzi (La Plata, 1898 - ibidem. 10 de mayo de 1976) fue una científica y docente, y una importante geóloga argentina que se desempeñó en el área de la mineralogía. Se la reconoce por ser la primera mujer en egresar de la carrera de Doctorado en Ciencias Naturales en el año 1932 en la Facultad de Ciencias Naturales y Museo de la Universidad Nacional de La Plata con una tesis dedicada a un tema geológico.

## Biografía
Proveniente de una tradicional familia platense, su padre fue Pedro Cortelezzi y su madre Ana Marzola. Su padre había llegado de Milán para trabajar como albañil en la construcción de esta ciudad, creada pocos años antes. El matrimonio Cortelezzi tuvo varias hijas, la mayoría de ellas terminarían por vincularse con el ámbito académico universitario. Además de Sarah, de sus hermanas, Juana sería geóloga, María profesora de Dibujo, Ana zoóloga y Carmen profesora de Química y Mineralogía.
En su juventud estudio en el Liceo de Señoritas de La Plata, también conocido como Colegio de Señoritas de la Universidad Nacional de La Plata (actual Liceo Víctor Mercante). Entre los años 1915 y 1918 cursó el doctorado en Geología en el Museo de La Plata, donde eligió la especialidad de geología y mineralogía. Allí participó en viajes de trabajos de campo organizados por el profesor Moisés Kantor a la Sierra de la Ventana y la costa bonaerense, así como a los alrededores de la ciudad de Montevideo para hacer estudios geológicos y mineralógicos. Sarah si bien finalizó sus estudios cursando 12 materias, no presentó su tesis. 
Durante estos años fue Ayudante de laboratorio interino (1915), Ayudante de Sección entre 1917 y 1918, y Ayudante Preparador entre 1918-1919. Desde el año 1920 ejerció, aunque sin nombramiento, como Jefe de Trabajos Prácticos en la Sección de Mineralogía, Geología, Geografía física y Petrografía, puesto en el que logró el nombramiento recién en 1924. Durante estos años también fue docente de Botánica y Zoología en el Liceo de Señoritas de La Plata. En 1928 renunció a su cargo de Jefe de Trabajos Prácticos de la cátedra de Mineralogía y Geología, sucediéndola su hermana Juana de modo interino.
En 1918 se casó con Félix Mouzo, y si bien siguió trabajando en el Museo de La Plata, no presentó su tesis hasta el año 1932 bajo la dirección de Walter Schiller. Esta fue la primera tesis de temática geológica del Museo, con el título de "Sobre la existencia de bixbita en la Patagonia", en la que presenta el  segundo hallazgo mundial de este mineral, el cual Schiller había dado a conocer tomando como base un trabajo manuscrito de la propia Sarah sobre un material identificado en el Valle de las Plumas en la provincia de Chubut.
Falleció en la ciudad de La Plata el 10 de mayo de 1976, a la edad de 79 años. Su hijo, Félix H. Mouzo también estudió y se desempeñó como geólogo, continuando la tradición familiar de su madre.